# Norman Black
Norman Augustus Black (Baltimore, Maryland, 12 de noviembre de 1957) es un exjugador y entrenador de baloncesto estadounidense que disputó una temporada en la NBA, transcurriendo el resto de su carrera en ligas menores de su país, y en Filipinas. Con 1,96 metros de estatura, jugaba en la posición de alero. Es el actual entrenador de los Meralco Bolts de la liga filipina, y asistente en la selección de Filipinas.

## Trayectoria deportiva

### Universidad
Jugó cuatro temporadas con los Hawks de la Universidad de St. Joseph's, en las que promedió 16,6 puntos y 8,7 rebotes por partido. En su primera temporada fue elegido rookie del año de la East Coast Conference, tras liderar la División Este en puntos (16,9) y rebotes (9,5).

### Profesional
Tras no ser elegido en el Draft de la NBA de 1979, jugó en los Lancaster Red Roses de la CBA, hasta que en diciembre de 1980 fichó por diez días con los Detroit Pistons, disputando tres partidos en los que promedió 2,7 puntos.
Tras jugar una temporada más en la CBA, en los Philadelphia Kings, su carrera continuó en la liga filipina, donde jugó entre 1981 y 1990 282 partidos, convirtiéndose en el máximo anotador y reboteador foráneo de la liga de todos los tiempos, logrando 11.314 puntos y 5.333 rebotes, con unos promedios de 40,1 puntos, 18,9 rebotes y 4,1 asistencias por partido.

### Entrenador
Comenzó su carrera de entrenadoe ejerciendo de jugador-entrenador una temporada, para posteriormente dedicarse exclusivamente a las labores técnicas en los San Miguel Beermen, con los que ganó 9 de sus 10 títulos profesionales a lo largo de su carrera. Dirigió además a los Ateneo Blue Eagles, equipo universitario entre 2005 y 2012, con los que logró cuatro campeonatos consecutivos.
En 2014 fichó como entrenador con los Meralco Bolts, y es además asistente en la  Selección de Filipinas.

## Estadísticas de su carrera en la NBA

### Temporada regular
| Temporada | Edad | Equipo          | Liga | Pos. | P | TIT | MIN | TC  | TCA | %TC  | 3P  | 3PA | %3P | 2P  | 2PA | %2P  | TL  | TLA | %TL  | R.OF. | R.DEF. | REB | ASIS | ROB | TAP | PER | FP  | PTS |
| 1980-81   | 23   | Detroit Pistons | NBA  | SG   | 3 |     | 9.3 | 1.0 | 3.3 | .300 | 0.0 | 0.0 |     | 1.0 | 3.3 | .300 | 0.7 | 2.7 | .250 | 0.0   | 0.7    | 0.7 | 0.7  | 0.3 | 0.0 | 0.3 | 0.7 | 2.7 |
| Total     |      |                 | NBA  |      | 3 |     | 9.3 | 1.0 | 3.3 | .300 | 0.0 | 0.0 |     | 1.0 | 3.3 | .300 | 0.7 | 2.7 | .250 | 0.0   | 0.7    | 0.7 | 0.7  | 0.3 | 0.0 | 0.3 | 0.7 | 2.7 |